# Karl Eman Pribram
Karl Přibram, född 22 december 1877, död 15 juli 1973, var en österrikisk nationalekonom som är mest känd för sina arbeten inom arbetsteori, industriorganisation och ekonomisk historia.